# 平田村 (高知県)
平田村（ひらたむら）は高知県幡多郡にあった村。現在の宿毛市平田町各町にあたる。

## 地理
- 山岳：白皇山
- 河川：中筋川

## 歴史
- 1889年（明治22年）4月1日 - 町村制の施行により、戸内村・黒川村・中山村の区域をもって発足。
- 1954年（昭和29年）3月31日 - 宿毛町・小筑紫町・橋上村・山奈村・沖ノ島村と合併して宿毛市が発足。同日平田村廃止。

## 交通

### 鉄道路線
現在は旧町域に土佐くろしお鉄道宿毛線の平田駅・工業団地駅が所在するが、当時は未開業。

### 道路
- 国道197号（現・国道56号）